# Miasto Labin
Miasto Labin (chorw. Grad Labin) – jednostka administracyjna w Chorwacji, w żupanii istryjskiej. W 2011 roku liczyła 11 642 mieszkańców.